# Muttergottes von Tschenstochau (Zakopane)
Die Holzkirche Gottesmutter von Tschenstochau (Matki Bożej Częstochowskiej w Zakopanem) wurde im Jahr 1847 auf Initiative von Pfarrer Józef Stolarczyk von Sebastian Gąsienica-Sobczak im Stil der Kleinpolnischen Holzkirchen erbaut.
Das auch Alte Kirche genannte Gotteshaus gehört zur Pfarrei Heilige Familie.

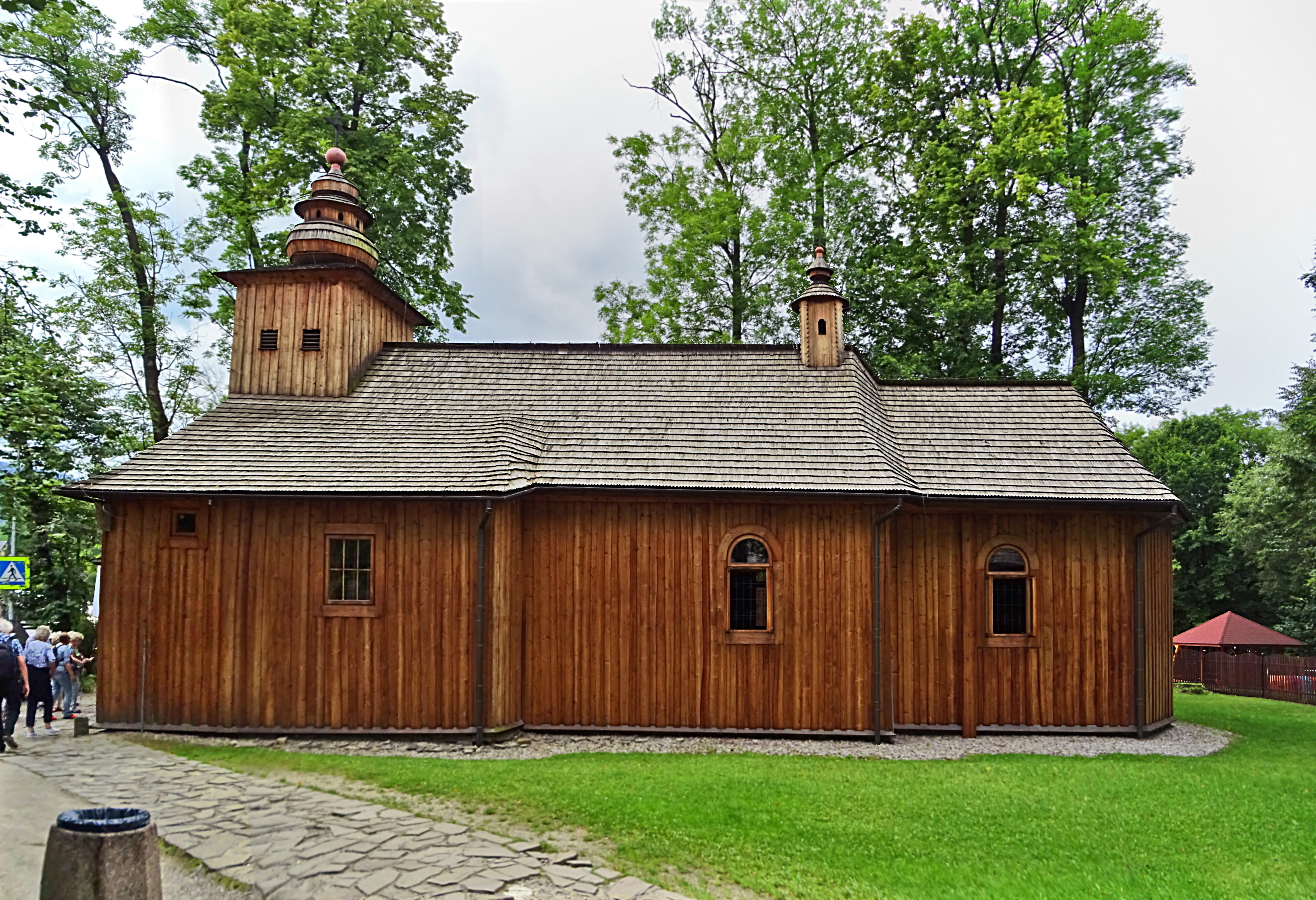
Ansicht von Osten

## Beschreibung

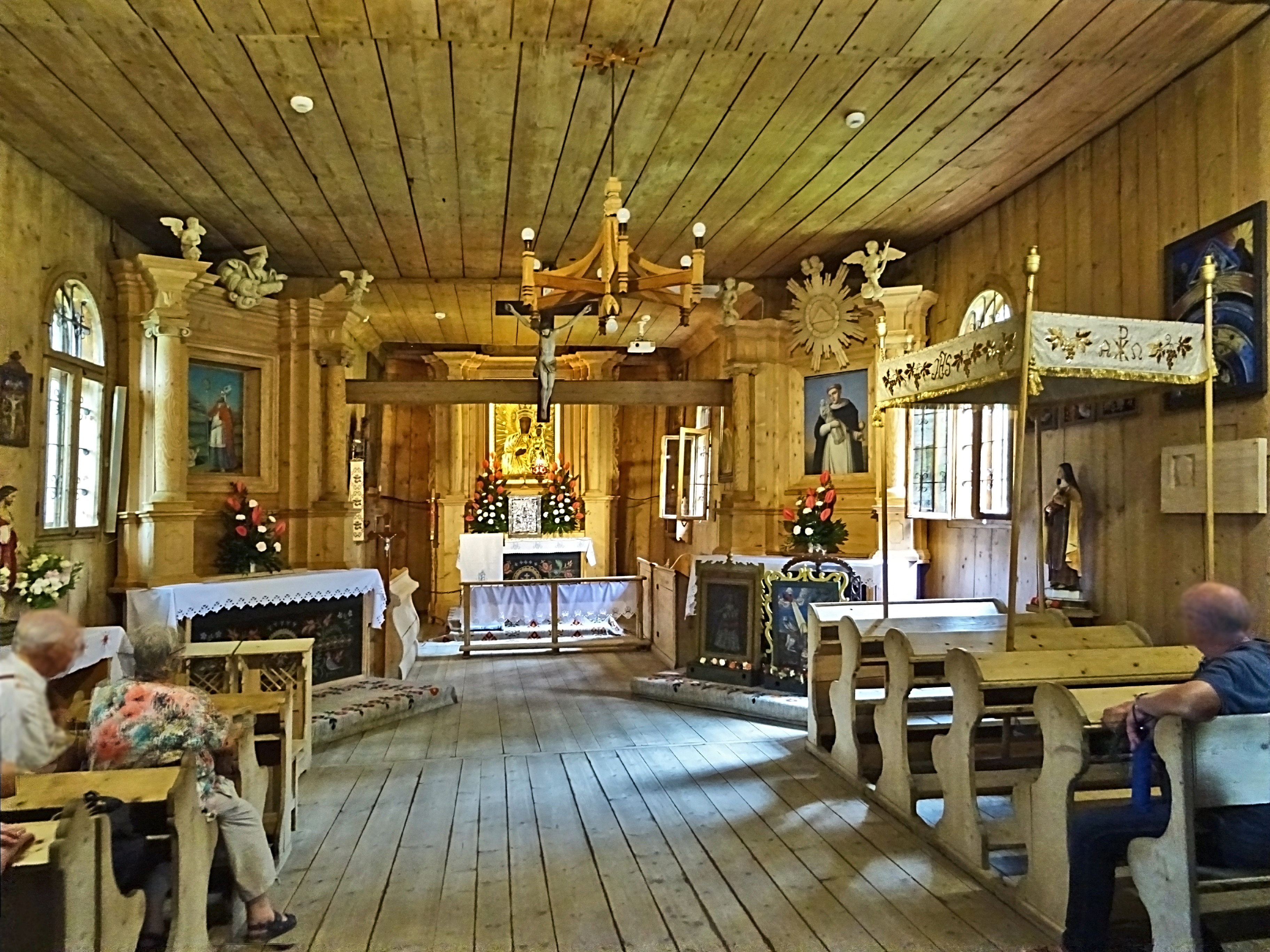
Innenansicht

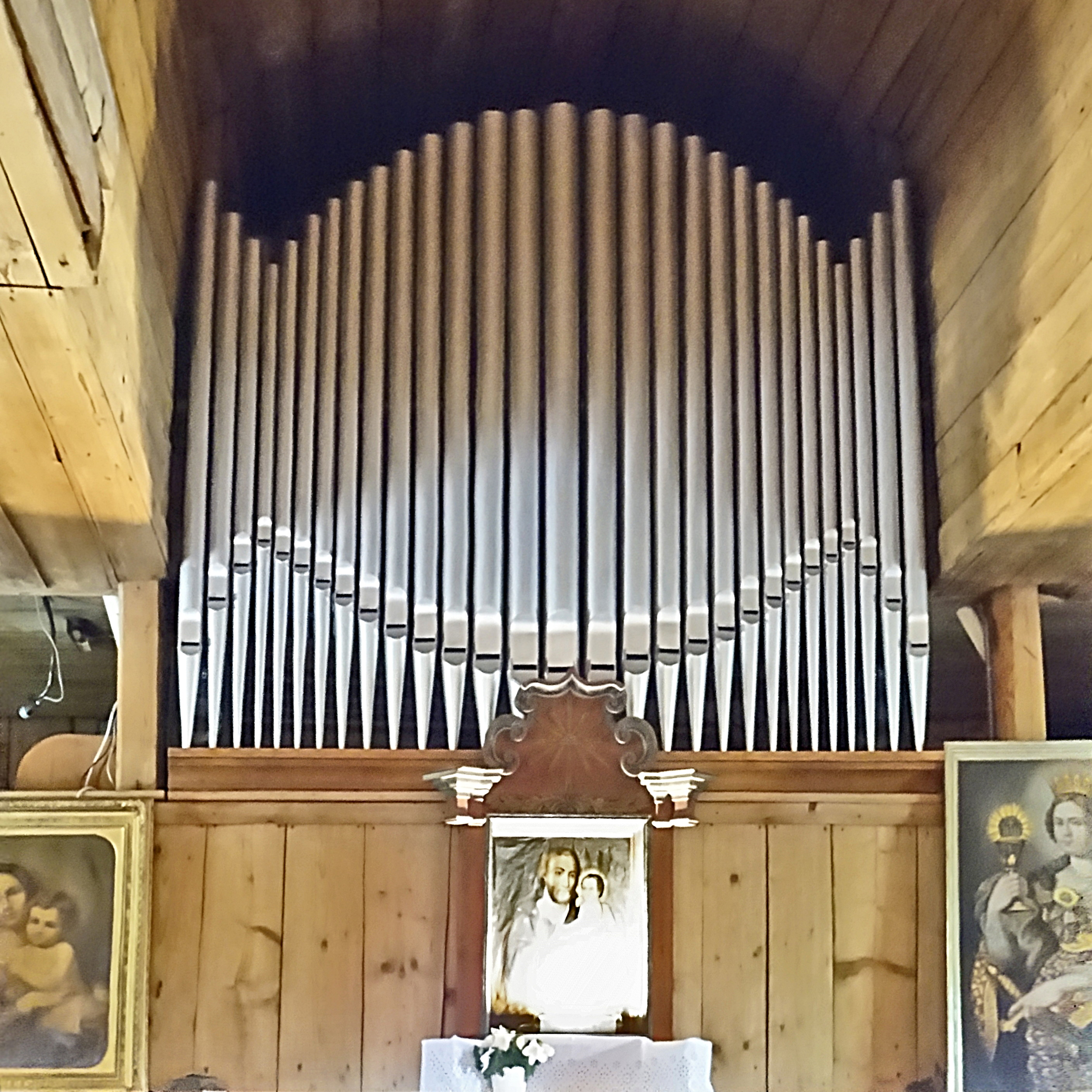
Szwarc-Orgel

Der von Klementyna Homolacs finanzierte Bau aus Lärchenholz in Blockbauweise wurde zunächst als St. Klemens-Kirche geweiht. Er besteht aus einem polygonal geschlossenen Presbyterium und einem zweiteiligen Kirchenschiff. Die Sakristei grenzt an das Presbyterium und das Kirchenschiff ist mit der Vorhalle verbunden. Das Satteldach ist mit Schindeln gedeckt und wird von einem Türmchen mit Glockenturm gekrönt. Der Hauptaltar und die Seitenaltäre stammen aus der zweiten Hälfte des 19. Jahrhunderts und wurden vom Volksbildhauer Wojciech Kułach angefertigt. Im Hauptaltar befindet sich eine Kopie des Gemäldes Unserer Lieben Frau von Tschenstochau. Die Schwarzen Madonna von Tschenstochau ist seit den 1930er Jahren die Schutzpatronin der Kirche.
Die Kirche verfügt über eine 1957 von Fryderyk Szwarc erbaute Orgel mit 8 Registern, verteilt auf 2 Manuale und Pedal.
Neben der Kirche befindet sich der Alte Friedhof und die gemauerte Kapelle der Heiligen Zoërard und Benedikt von 1810, der älteste Sakralbau Zakopanes, wenn man von den später von anderen Orten verbrachten barocken Kirchen absieht.
In der Kirche werden auch orthodoxe Messen für Touristen aus osteuropäischen Ländern gefeiert, insbesondere die Weihnachtsmesse am 7. Januar.

## Geographische Lage
Die Kirche befindet sich im Vortatragraben am Fuße der Tatra im Zakopaner Zentrum an der DW 958, die hier Kościeliska heißt, unweit der Flaniermeile Krupówki.
Das denkmalgeschützte Gebäude ist Teil des kleinpolnischen Holzarchitekturwegs.